# Palata (vattendrag)
Palata (vitryska: Палата, ryska: Полота) är ett vattendrag i Vitryssland och Ryssland. Den är 93 km lång och är ett biflöde till Daugava.